# Centro de Formação Militar e Técnica da Força Aérea
O Centro de Formação Militar e Técnica da Força Aérea MHA situa-se na localidade portuguesa da Ota, em Alenquer, nas antigas instalações da Base Aérea N.º 2 e tem como missão principal ministrar a formação militar, humanística, técnica e científica do pessoal da Força Aérea Portuguesa.
Cerca de 90% dos efectivos da Força Aérea recebem aqui a sua formação.

## Competências do CFMTFA
Compete ao CFMTFA ministrar as seguintes formações:
- Curso de formação e promoção de sargentos dos quadros permanentes;
- Cursos de formação para as diferentes especialidades da Força Aérea para o pessoal em regime de contrato (cabos, sargentos e oficiais);
- Formação militar básica para o pessoal voluntário no regime de contrato;
- Cursos de formação profissional;
- Cursos de refrescamento ou de especialização em áreas com interesse profissional para os militares da Força Aérea;
- Formação de instrutores;
- Formação profissional para os civis pertencentes aos quadros da Força Aérea;
- Outros cursos considerados de interesse para a Força Aérea ou para o Ministério da Defesa Nacional.

## História
Recebendo, em 1939, a designação de Base Aérea N.º 2, foi inaugurada pelo Presidente da República Óscar Carmona em 14 de abril de 1940, pertencendo à arma de Aeronáutica do Exército Português.
Ficaram colocados na nova base meios aéreos extremamente avançados para a época:
- Uma esquadrilha de caça de 15 aviões Gladiator;
- Um grupo de duas esquadrilhas de bombardeamento diurno, equipada com os aviões Junkers - JU 86;
- Um grupo de duas esquadrilhas de bombardeamento nocturno, equipada com os aviões Junkers - JU 52.

Com a fusão da Aeronáutica da Marinha e da Aeronáutica do Exército é criada, em 1952, a Força Aérea Portuguesa, constitui-se um grupo de caças tendo como base três esquadras:
- A esquadra N.º 10 dotada com aviões F-47 Thunderbolt;
- A esquadra N.º 20 equipada com aviões F-84G Thunderjet;
- Uma esquadra de manutenção.

Em maio de 1953, os primeiros aviões F 84G são aumentados ao efetivo da base (25 aviões), formando a primeira esquadra de aviões a jato em Portugal. Com estes mesmos aviões, formaram-se patrulhas acrobáticas de demonstração, das quais se destaca a Patrulha São Jorge.
Em outubro de 1958, foi organizada a Esquadra 51 com novas aeronaves chegadas a Portugal, os North American F-86 Sabre. Estas aeronaves estavam destinadas à Base Aérea N.º 5, que se encontrava em fase de aprontamento. Foi transferida em 1959.
Em 1960, a base deixou de ser uma unidade operacional para se converter numa base de instrução, constituindo-se o Grupo de Instrução de Técnicos Especialistas (GITE).
Em 1975, foi criado na base o Centro de Instrução N.º 7 para ministrar a instrução elementar de pilotagem (utilizando aviões Chipmunk) e para integrar as escolas de formação e preparação militar técnica.
Em 1976, este centro de Instrução foi substituído pelo Centro de Instrução N.º 2 (CI2)
Em 1992, a Base Aérea N.º 2 deu origem ao atual Centro de Formação Militar e Técnica da Força Aérea (CFMTFA).
A 20 de outubro de 2016, foi feito Membro-Honorário da Ordem Militar de Avis, tendo a distinção sido entregue em cerimónia presidida pelo Presidente Marcelo Rebelo de Sousa a 1 de dezembro de 2016.

## Novo Aeroporto de Lisboa
Durante algum tempo, julgou-se que este Centro teria que ser transferido para um novo local, porque esteve planeado para o espaço que iria ocupar a construção de um novo Aeroporto de Lisboa. Nesse caso, a Força Aérea teria de transferir este centro para o atual Aeródromo de Manobra N.º 1, que se situa em Ovar, tendo essa transferência a data prevista para 2010.
Com o abandono dos planos para o novo aeroporto de Lisboa, este Centro permanece na Ota.